# Guido-Lammer-Biwak
Das Guido-Lammer-Biwak ist eine Biwakschachtel der Sektion Meran des Alpenvereins Südtirol (AVS). Sie liegt auf 2706 m s.l.m. Höhe in der Texelgruppe, einer Gebirgsgruppe der Ötztaler Alpen in Südtirol, und bietet sechs Schlafplätze.

## Lage und Umgebung
Das Guido-Lammer-Biwak befindet sich an der zentral in der Texelgruppe gelegenen Milchseescharte. Östlich unterhalb der Scharte liegen die Spronser Seen im obersten Abschnitt des Spronser Tals verteilt. Gegen Westen erreicht man vom Biwak schnell den Tschigat (2998 m) und die Lazinser Rötelspitze (3037 m).

## Geschichte
Das Biwak wurde 1974 vom Bergrettungsdienst der Sektion Meran des Alpenvereins Südtirol errichtet. Benannt wurde es nach Eugen Guido Lammer, der sich um die Wende vom 19. zum 20. Jahrhundert um die Erschließung der Texelgruppe verdient gemacht hatte.